# Fanī Chalkia
Fanī Chalkia (in greco Φανή Χαλκιά?; Larissa, 2 febbraio 1979) è un'ostacolista e velocista greca, vincitrice della medaglia d'oro nei 400 metri ostacoli ai Giochi olimpici di Atene 2004.

## Biografia

### Gli esordi
L'esordio assoluto avviene il 28 giugno 1997 ad Atene, nei 400 metri ostacoli, con il tempo di 59"17. L'anno successivo, ad Annecy, nel corso dei Campionati mondiali juniores non andò oltre le batterie, ottenendo un tempo di 1'02"50. Questi risultati, uniti all'acuirsi di alcuni problemi fisici, spinsero Fanī ad abbandonare momentaneamente la carriera sportiva per quella giornalistica: nel 2002 lasciò le piste per studiare giornalismo in una scuola di Atene, quindi incominciò a lavorare per una TV privata nella capitale. Solo l'intervento dell'ex atleta Giorgos Panayiotopoulos convinse la ragazza a rimettersi in gioco.

### L'oro di Atene 2004
L'occasione per dimostrare il proprio valore arrivò con le Olimpiadi estive del 2004, ospitate proprio in Grecia, ad Atene. Il 21 agosto si tenne il primo turno di qualificazione, e Fani si qualificò per le semifinali vincendo il 4º gruppo con 53"85, davanti alla statunitense Lashinda Demus. Il giorno successivo, nel 2º gruppo di semifinale, Fanī Chalkia rivelò tutto il suo potenziale, ottenendo qualificazione e record olimpico (52"72) davanti a Ionela Tirlea-Manolache. Il 25 agosto allo Stadio Olimpico di Atene andò in scena la finale. Lo scomodo ruolo di favorita era della russa Julija Pečënkina, migliore atleta nel 2003; tuttavia le gerarchie vennero completamente sovvertite e la russa chiuderà ultima. Fanī Chalkia, con 52"82, conquistò un incredibile oro davanti alla Tirlea-Manolache e all'ucraina Tatyana Tereshchuk-Antipova. Per lei è un trionfo indimenticabile, proprio davanti ai suoi tifosi.

### Squalifica per doping
Il 16 agosto 2008, durante le Olimpiadi di Pechino, viene annunciato che la Chalkia è risultata positiva al test anti-doping. Anche le controanalisi diederò un riscontro positivo al test e la IAAF decise di squalificare per due anni l'atleta greca.

## Record nazionali

### Seniores
- 400 metri piani: 50"56 ( Berlino, 12 settembre 2004)
- 400 metri piani indoor: 51"68 ( Budapest, 6 marzo 2004)
- 400 metri ostacoli: 52"77 ( Atene, 22 agosto 2004)
- Staffetta 4×400 metri: 3'26"33 ( Bydgoszcz, 20 giugno 2004) (Olga Kaidantzi, Hrisoula Goudenoudi, Hariklia Bouda, Fanī Chalkia)
- Staffetta 4×400 metri indoor: 3'32"88 ( Budapest, 7 marzo 2004) (Eleftheria Papadopoulou, Hrisoula Goudenoudi, Yeoryia Koumnaki, Fanī Chalkia)

## Palmarès
| Anno | Manifestazione  | Sede     | Evento      | Risultato  | Prestazione | Note |
| ---- | --------------- | -------- | ----------- | ---------- | ----------- | ---- |
| 2004 | Mondiali indoor | Budapest | 400 m piani | 6ª         | 52"90       |      |
| 2004 | Giochi olimpici | Atene    | 400 m hs    | Oro        | 52"82       |      |
| 2004 | Giochi olimpici | Atene    | 4×400 m     | 8ª         | 3'45"70     |      |
| 2006 | Europei         | Göteborg | 400 m hs    | Argento    | 54"02       |      |
| 2007 | Mondiali        | Ōsaka    | 400 m hs    | Semifinale | 56"58       |      |

## Altre competizioni internazionali
2004
- Oro in Coppa Europa ( Bydgoszcz), 400 hs - 54"16
- 4ª alle IAAF World Athletics Final ( Monaco), 400 hs - 55"10

2006
- 5ª in Coppa del mondo ( Atene), 400 metri - 50"94